# Weidenberg
Weidenberg est une commune de Bavière (Allemagne), située dans l'arrondissement de Bayreuth, dans le district de Haute-Franconie. Elle est jumelée avec la commune bretonne de Plouhinec (Morbihan). 

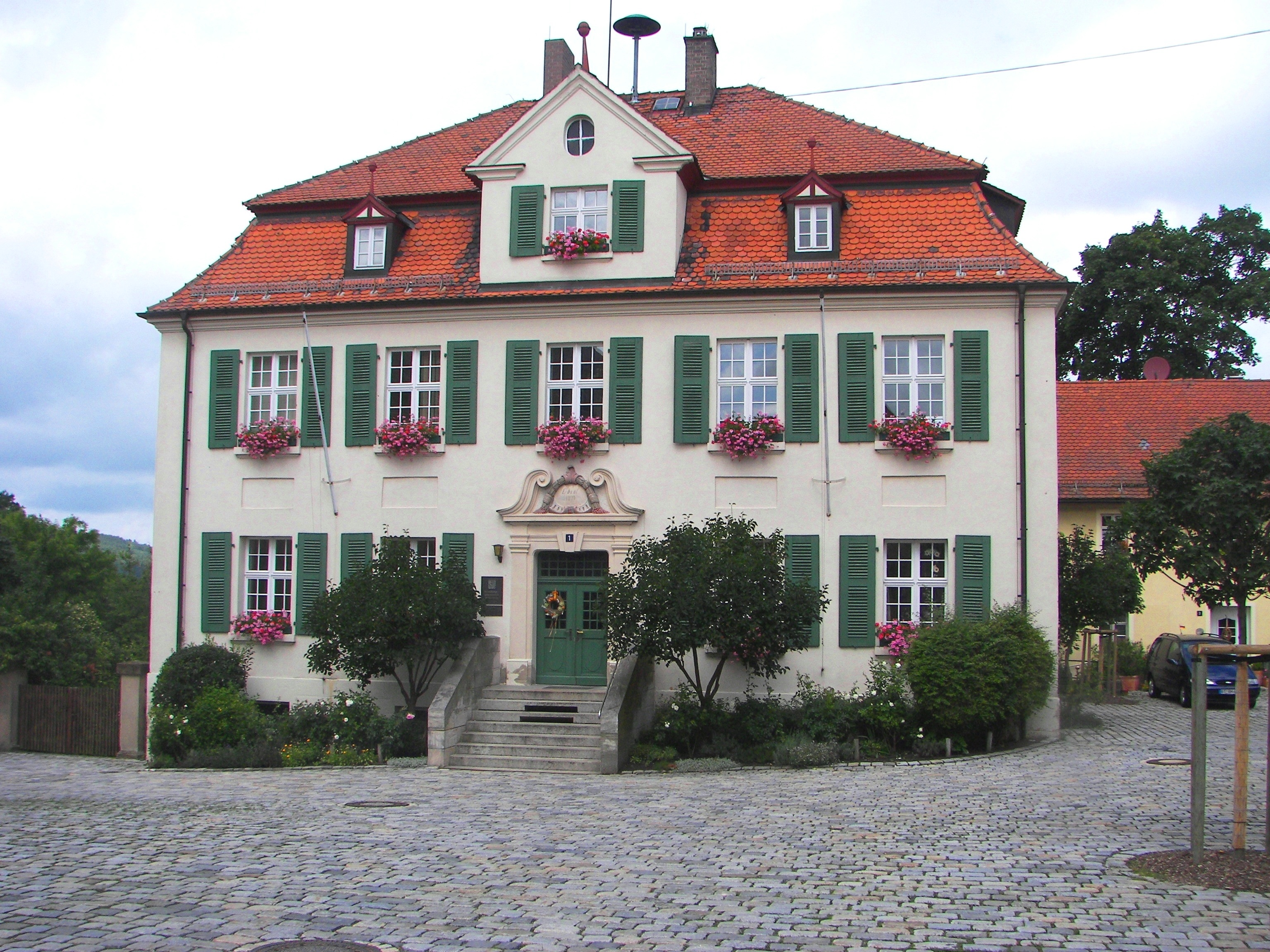
Hôtel de ville de Weidenberg.